# Margarita Mukaschewa
Margarita Jewgenjewna Mukaschewa (russisch Маргарита Евгеньевна Мукашева, engl. Transkription Margarita Yevgenyevna Mukasheva; geb. Мацко – Mazko – Matsko; * 4. Januar 1986 in Nowopokrowka, Kasachische SSR, UdSSR) ist eine kasachische Mittelstreckenläuferin, die sich auf die 800-Meter-Distanz spezialisiert hat.

## Sportliche Laufbahn
Erste Erfahrungen bei internationalen Meisterschaften sammelte Margarita Mukaschewa bei den Asienmeisterschaften 2007 in der jordanischen Hauptstadt Amman, bei denen sie im 800-Meter-Lauf in 2:16,44 min den fünften Platz belegte und mit der kasachischen 4-mal-400-Meter-Staffel die Bronzemedaille hinter Indien und Japan gewann. Anschließend nahm sie erstmals an der Sommer-Universiade in Bangkok teil und schied dort in 2:12,16 min in der ersten Runde aus. Im Jahr darauf gewann sie bei den Hallenasienmeisterschaften in Doha die Bronzemedaille über 800 Meter hinter den beiden Inderinnen Sinimole Paulose und Sushma Devi. 2009 nahm sie erneut an den Studentenweltspielen in Belgrad teil, gelangte dort bis in das Finale und belegte dort in 2:04,60 min den siebten Platz. Anfang November siegte sie bei den Hallenasienspielen in Hanoi über 800 Meter und mit der Staffel und bei den Asienmeisterschaften in Guangzhou musste sie sich in 2:05,31 min nur der Chinesin Zhou Haiyan geschlagen geben. Mit der Staffel lief sie in 3:36,54 min auf dem vierten Platz ein.
2010 qualifizierte sie sich für die Hallenweltmeisterschaften in Doha und schied dort in 2:06,36 min bereits im Vorlauf aus. Bei den Asienspielen in Guangzhou Ende November siegte sie in 2:00,29 min über 800 Meter und mit der kasachischen Stafette gewann sie in 3:30,03 min die Silbermedaille hinter der Mannschaft aus Indien. Im Jahr darauf gewann sie ebenfalls Silber bei den Asienmeisterschaften in Kōbe hinter der Vietnamesin Trương Thanh Hằng. Ursprünglich gewann sie auch mit der Staffel die Silbermedaille, diese wurde ihr aber wegen eines Dopingvergehens ihrer Mannschaftskollegin, Olga Tereschkowa aberkannt. Anschließend gewann sie bei den Militärweltspielen in Rio de Janeiro in 2:01,83 min ebenfalls die Silbermedaille hinter Maryna Arsamassawa aus Weißrussland. Bei der Sommer-Universiade in Shenzhen schied sie in der ersten Runde aus, qualifizierte sich aber erstmals für die Weltmeisterschaften in Daegu, bei denen sie mit 2:04,24 min ebenfalls im Vorlauf ausschied. 2012 qualifizierte sie sich für die Olympischen Spiele in London, bei denen sie mit 1:59,20 min im Halbfinale ausschied.
2013 nahm sie bereits zum vierten Mal an den Studentenweltspielen in Kasan teil und siegte dort mit neuem Landesrekord von 1:58,96 min. Damit qualifizierte sie sich erneut für die Weltmeisterschaften in Moskau, bei denen sie mit 2:02,06 min nicht in das Halbfinale gelangte. Im Jahr darauf verteidigte sie bei den Asienspielen im südkoreanischen Incheon erfolgreich ihren Titel über 800 Meter und belegte mit der kasachischen Stafette in 3:36,83 min den sechsten Platz. Daraufhin beendete Mukaschewa vorläufig ihre Sportlerkarriere und arbeitete bis 2016 als Sportadministratorin, ehe sie sich 2016 wieder für den Profisport entschied.
Sie qualifizierte sich im Laufe des Jahres für die Olympischen Spiele in Rio de Janeiro, bei denen sie in 2:00,97 min in der ersten Runde ausschied. Wiederum zwei Jahre später nahm sie erneut an den Asienspielen in Jakarta teil und gewann dort in 2:02,40 min die Silbermedaille hinter der Chinesin Wang Chunyu. Zudem belegte sie mit der 4-mal-400-Meter-Staffel in 3:36,73 min den sechsten Platz. Bei den Asienmeisterschaften 2019 in Doha gewann sie in 2:03,83 min die Bronzemedaille hinter der Inderin Gomathi Marimuthu und der Chinesin Wang. Nachträglich rückte sie wegen der Dopingdisqualifikation der Inderin auf den Silberrang vor.
2010, 2012 und 2013 sowie 2016 und 2018 wurde Mukaschewa Kasachische Meisterin über 800 Meter im Freien sowie 2010, 2016 und 2019 in der Halle. Sie absolvierte ein Studium für Wirtschaft und Coaching an der Nordkasachischen Staatsuniversität in Petropawl.

## Persönliche Bestzeiten
- 800 Meter: 1:58,96 min, 9. Juli 2013 in Kasan (Kasachischer Rekord)
  - 800 Meter (Halle): 2:03,06 min, 2. November 2009 in Hanoi (Kasachischer Rekord)